# بنو مدرار
بني واسول أو بني مدرار سلالة أمازيغية إسلامية سيطرت على أجزاء من المغرب الأقصى واتخذت من سجلماسة عاصمة لها. كانت قائمة على مذهب الخوارج الصفرية. رغم أن الزعيم الروحي للإمارة هو أبو القاسم سمكو ، إلى أن أول حاكم فعلي هو عيسى بن يزيد الأسود الذي بويع في سجلماسة وحكمها مدة 15 سنة من 757 إلى 772م، قام خلالها بعدة إنجازات منها تنظيم قنوات الري وتوطين قبائل الرحل. و مع وصول المزيد من القبائل المكناسية واستقرارها في سجلماسة وميل ميزان القوة لها فإنها لم تر أنه من اللائق أن يحكمها زنجي فقتلت عيسى بن يزيد الأسود وبايعت الزعيم الروحي لهذه القبائل أبو القاسم سمكو.
استمرت دولة بني مدرار حوالي قرنين من الزمن حتى تغلب عليهم عبيد الله المهدي الذي قتل آخر حكام بني مدرار، اليسع بن ميمون، سنة 296 هـ، إلاّ أن الحكم في يد بني مدرار استمر مع التبعية الاسمية للدولة الفاطمية حتى سنة 345 هـ.

## الموقع والنفوذ
تقع عاصمة المملكة  سِجِلْماسَةُ وسط واحة كبيرة جنوب الأطلس الكبير، مقابلة لمدينة الريصاني في تافيلالت، واليوم تعتبر المدينة موقعا أثريا يضم الآثار والخرب والأطلال، وتقع ضمن حدود المملكة المغربية الحالية وتاريخيا فإن سجلماسة هي ثاني مدينة إسلامية تشيد بالمغرب الإسلامي بعد مدينة القيروان و تذهب بعض المصادر التاريخية أن سجلماسة بنيت سنة 140هـ/757م في قلب واحة خصبة كانت عبارة عن مراعي يؤمها عدد من الرحل لتبادل منتوجاتهم في إطار موسم تجاري سنوي، وهو موقع استراتيجي بالنسبة لمختلف مناطق شمال أفريقيا وبلاد السودان الغربي من جهة والمشرق الإسلامي من جهة ثانية، وقد ساعدها ذلك الموقع على لعب دور ريادي ولمدة طويلة في تجارة القوافل وتنظيم شبكتها، الشيء الذي جعل اسم سجلماسة يرتبط في الكتابات العربية بتجارة الذهب.

## الاقتصاد
ونتيجة لذلك ازدهرت سجلماسة في مختلف نواحي الحياة، فمن الناحية السياسية بسطت سجلماسة نفوذها على عدة مناطق من بينها درعة، أغمات، أحواز فاس، قبل أن تصبح إقليماً متميزاً تابعاً لإمبراطوريات وممالك المغرب الكبير المتلاحقة، وفي المجال الاقتصادي فقد انتعشت الفلاحة بفضل نظام متطور للري وتطورت الصناعات بشكل ملحوظ ومن أهمها صناعة الفخار وازدهرت التجارة والتبادلات والقوافل التجارية ومن أهمها تجارة الذهب. في الميدان الاجتماعي ظلت سجلماسة تستقطب السكان الحضريين ليتحولوا بشكل تدريجي إلى سكان مدنيين دون التخلي عن الزراعة ولكن بإضافة العديد من الحرف والصناعات إلى حياة السكان وبالتالي فان سجلماسة كانت تحتوي على خليط عرقي متنوع قلما نرى مثله في تلك الحقبة من الزمن.
يوجد قصر مدرار بالجنوب الشرقي بواد بني بسري تالسينت إقليم بوعرفة .